# PGC 213253
LEDA/PGC 213253 ist eine Galaxie in Kantenstellung im Sternbild Perseus am Nordsternhimmel. Sie ist schätzungsweise 267 Millionen Lichtjahre von der Milchstraße entfernt und hat einen Durchmesser von etwa 60.000 Lichtjahren. Vom Sonnensystem aus entfernt sich das Objekt mit einer errechneten Radialgeschwindigkeit von näherungsweise 5.900 Kilometern pro Sekunde. Nach Lage der Daten bildet sie gemeinsam mit PGC 14030 ein gravitativ gebundenes Galaxienpaar. 